# Ceyx argentatus
El martín pescador plateado (Ceyx argentatus) es una especie de ave coraciforme de la familia Alcedinidae endémica de Filipinas.

## Distribución
Se encuentra restringido en las selvas de las islas del sur de Filipinas: Mindanao, Basilán, islas Dinagat y Siargao.